# Mark Milligan
Mark Daniel Milligan (sinh ngày 4 tháng 8 năm 1985) là một cầu thủ bóng đá người Úc đang thi đấu ở vị trí tiền vệ và là đội trưởng của câu lạc bộ Macarthur FC tại giải A-League. Mặc dù khởi đầu sự nghiệp trong vai trò hậu vệ, Milligan đã dành phần lớn sự nghiệp đá ở vị trí tiền vệ.

## Thống kê sự nghiệp
| Đội tuyển bóng đá Úc | Đội tuyển bóng đá Úc | Đội tuyển bóng đá Úc |
| Năm                  | Trận                 | Bàn                  |
| -------------------- | -------------------- | -------------------- |
| 2006                 | 3                    | 0                    |
| 2007                 | 2                    | 0                    |
| 2008                 | 1                    | 0                    |
| 2009                 | 2                    | 0                    |
| 2010                 | 2                    | 1                    |
| 2011                 | 2                    | 0                    |
| 2012                 | 6                    | 1                    |
| 2013                 | 8                    | 0                    |
| 2014                 | 7                    | 0                    |
| 2015                 | 11                   | 2                    |
| 2016                 | 9                    | 1                    |
| 2017                 | 11                   | 1                    |
| 2018                 | 10                   | 0                    |
| 2019                 | 6                    | 0                    |
| Tổng cộng            | 80                   | 6                    |

### Bàn thắng quốc tế
| #  | Ngày                | Địa điểm                                       | Đối thủ    | Bàn thắng | Kết quả | Giải đấu                 |
| -- | ------------------- | ---------------------------------------------- | ---------- | --------- | ------- | ------------------------ |
| 1. | 3 tháng 3 năm 2010  | Sân vận động Suncorp, Brisbane, Úc             | Indonesia  | 1–0       | 1–0     | Vòng loại Asian Cup 2011 |
| 2. | 7 tháng 12 năm 2012 | Sân vận động Vượng Giác, Vượng Giác, Hồng Kông | Guam       | 8–0       | 9–0     | EAFF Cup 2013            |
| 3. | 13 tháng 1 năm 2015 | Sân vận động Australia, Sydney, Úc             | Oman       | 3–0       | 4–0     | Vòng loại Asian Cup 2015 |
| 4. | 8 tháng 9 năm 2015  | Sân vận động Pamir, Dushanbe, Tajikistan       | Tajikistan | 1–0       | 3–0     | Vòng loại World Cup 2018 |
| 5. | 24 tháng 3 năm 2016 | Adelaide Oval, Adelaide, Úc                    | Tajikistan | 3–0       | 7–0     | Vòng loại World Cup 2018 |
| 6. | 22 tháng 6 năm 2017 | Sân vận động Krestovsky, Saint Petersburg, Nga | Cameroon   | 1–1       | 1–1     | Confed Cup 2017          |